# Jaume Mestres i Pérez
Jaume Mestres i Pérez (Barcelona, 12 de desembre del 1907 - Cervelló, 30 d'agost del 1994) va ser un compositor, director d'orquestra i empresari de teatre musical barceloní.

## Biografia
Es dedicà primordialment a la composició, tant de revistes (n'havia compost una cinquantena el 1968), com d'un centenar i mig de peces lleugeres -cançons, cuplets- que foren interpretades per cantants punteres de l'època: la Bella Dorita, Carmen de Lirio. Fou autor de molts jingles per a publicitat, com els que cantà Carmencita Aubert per al perfum Cocaína en flor (1935) o el del Cerebrino Mandri a ritme de sardana. També dirigí gravacions de contes infantils catalans per a la discogràfica Columbia en els anys 60.
En els 1949-1958 -pel cap baix- va fer una companyia de revistes amb Salvador Bonavia i Panyella, que era autor dels llibrets dels espectacles, com Mestres ho era de la música. Va ser empresari dels teatres Arnau (el 1949-1950), Liceu (1955) i Apolo (1957 i 1958) de Barcelona. El 1958 entrà en el Consell de la Sociedad General de Autores de España, d'on encara en formava part el 1976 com a director de la zona de Catalunya.

## Obres
- Alfonsito, schotis
- Amor de madre, cançó enregistrada per Miguel de Linares en EP (Madrid: Columbia, 1978 ref. SQEN 9283-SQEN 9284)
- Barcelona, sempre amb obres (1975), cançó coescrita amb Ramon Farran i enregistrada per "Marta y La Barrila" en l'EP Collint codonys (Madrid: Columbia, 1975 ref. MO1523)
- Barcelona, si qu'és bona (1969), coescrita amb S.Obiol (Antoni Carcellé)
- Cacaolat: marcha 6/8
- Calixtus, one-step, amb lletra de Salvador Moya
- Cara bonita, cumbia (1966), lletra de Jesús María de Arozamena i Santiago Guàrdia i Moreu
- Carolina, fox de medio tiempo (1943?), enregistrada per "Rina Celi" i "Evaristo y su Orquesta" en disc "de pedra" (Barcelona: Gramófono Odeón, 1943 ref. C 8585 Regal)
- Casarramona, one-step, amb lletra de S.Moya
- Cerebrino Mandri, sardana amb lletra de S.Moya, enregistrada per la cobla Barcelona en disc "de pedra"[2]
- Club Lista Azul, fox (1973), enregistrat en EP per l'orquestra Red-Key (Barcelona: EMI-Odeón, 1973 ref. EC-109 Interdisc)
- Coñac Valdespino, pasodoble flamenco, amb lletra de S.Moya
- ¿Cuando te vas?, cançó
- Una dulce ilusión, cançó publicitària enregistrada per Marcial Degá en disc "de pedra" (San Sebastián: Columbia, ca 1945 ref PQB 1125, PQB 1126 J.M. Querol)
- Escudella de pagès, recitat sobre música (1969), cançó coescrita amb S.Obiol
- Evocación a la Giralda: 6/8 spanis [sic] one-step, coescrita amb R.Folch
- Fácil rock, rock and roll (1959), d'Oswaldo B. Aranda
- Ja som al juny = Amor en primavera (1968), amb lletra de Damasco
- Ja som algú, canço popularitzada per en Joan Capri
- Lápiz Termosán, pasodoble flamenco, amb lletra de S.Moya
- Letona: habanera, lletra de S.Moya
- Un lloro, cumbia (1969), coescrita amb S.Obiol
- Mandrosa, sardana[2]
- La Marieta d'avui, amb lletra de S.Bonavia
- Medias Platino, mazurka, amb lletra de S.Moya
- Lo mejor de lo mejor, cançó publicitària enregistrada per Miguel Heredia i orquestra en disc "de pedra" (San Sebastián: Columbia, ca 1945 ref PQB 1125, PQB 1126 J.M. Querol)
- Mis piropos, pasodoble canción (1959)
- La modistilla catalana, cuplet (1954)
- Netol, schotis, amb lletra de S.Moya
- No estás enamorada, bolero (1959)
- No som res, canço popularitzada per en Joan Capri
- ¡Oh que calor!, marxiña, amb lletra de J. de Ávila, enregistrat per "Rina Celi" en disc "de pedra" (Barcelona: Gramófono Odeón, 1943 ref. 203930 Odeón)
- Olé y olé, pasodoble, amb lletra de S.Moya
- Panchito, conga, amb lletra de S.Moya
- ¡El pim pam --fuego!, cumbia (1966), lletra de S.Guàrdia i J.M. de Arozamena
- Les porteres (1971), lletra i música de J.Mestres
- Pubilla catalana (1960), cançó
- ¿Qué le voy a hacer?, bolero-mambo (1964), lletra de S.Guàrdia
- Qué soledad, slow (1975)
- Reina del mar, enregistrada pel "Trío Fantasía" en EP (Madrid: Columbia, 1972 ref. QRN 485 Iberia)
- La rosa de los tiempos, bamba (1965), lletra de S.Guàrdia i J.M. de Arozamena
- Salero, pasodoble (1969?)
- Salve Regina (1939)
- Samba Paula (1974)
- La sandía, samba (1951)
- Sopar d'amor (1952), cançó popularitzada per "La Bella Dorita"
- Tengo miedo, cançó
- Tortura de amor, bolero (1959), d'Oswaldo B. Aranda
- Triana, cancó amb lletra de Manuel Zaragoza
- La Xocolatera, one-step, amb lletra de S.Moya
- La Yenka se baila en Cuenca (1965), lletra de G.Moreu (S.Guàrdia)
- Veniu a Barcelona (1968), cançó amb lletra i música de J.Mestres
- Visca el dia de Nadal (1968), nadala amb lletra de S.Guàrdia

### Música per a l'escena
- ¡Allá películas! (1949), revista de J. de Ávila i José Andrés de Prada amb música d'Antoni Garcia Cabrera i J. Mestres
- El alma del cuplé (1957), amb llibret de Salvador Bonavia, estrenada al Teatre Romea (Barcelona)
- L'apotecari d'Olot, sobre argument de "Serafí Pitarra"
- El as de bastos (1954), amb llibret de S.Bonavia, estrenada al Teatre Victòria (Barcelona)
- Bajo el cielo mejicano (1945), amb llibret de Cecília Alonso i Bozzo, estrenada al Teatre Nou (Avinguda del Paral·lel)
- Barcelona 2000 (1971), amb llibret de Joaquim Muntañola, música de J.Mestres i Amadeu Vives, estrenada al Teatre Romea
- Barcelona se divierte (1951), amb llibret de S.Bonavia, estrenada al Teatre Romea
- La bellezas de Hollywood (1944), amb llibret de J. de Ávila, estrenada al Teatre Coliseum
- Canela, sal i pimienta (1949), llibret de S.Bonavia
- ¡¡Contrastes!!, revista a gran espectáculo en tres actos (1943), amb llibret de J. de Ávila
- De Barcelona a Mataró con parada y fonda en el Brasil (1948), amb llibret de F.Prada i Joan Lladó, i músiques de J.Mestres, Salinas, J.M.Torrens, Reesek, Sanmartin[3]
- De Colón al Tibidabo (1951), amb llibret de S.Bonavia, estrenada al Teatre Arnau
- De Nueva York a Barcelona (1940), música de J.Mestres i Joan Duran[4]
- Del Paralelo a la Rambla (1949), llibret de S.Bonavia, estrenada al Teatre Arnau
- El difunto es un vivo (1940), revista amb llibret de Francisco Prada i Ignasi F.Iquino i música en col·laboració amb J.M. Torrens. Reestrenada al Teatre Victòria de Barcelona el 31 de març de 1945.[3]
- Este año estoy de moda (1952), llibret de S.Bonavia, estrenada al Teatre Poliorama
- El fabuloso mundo del music-hall (1966), amb llibret de Jesús María de Arozamena
- El festival del beso (1958), amb llibret de F.Prada i Ignasi F.Iquino, estrenada al Teatro La Latina
- El funerari (1968), amb lletra de Joan Vila-Casas, estrenada amb en Joan Capri al Teatre Romea
- La Gilda del Paralelo (1949), amb lletra de S.Bonavia
- He conquistado a mi viuda, amb llibret de F.Prada i Ignasi F.Iquino[3]
- Historias del Paralelo (1968), amb llibret de Sebastià Gasch, cançons de J.Mestres, Ramon Ferrés i Federico Moreno Torroba i lletres de Jesús María de Arozamena
- Ja som a Sants
- Lo que el tiempo se llevó (1953), llibret de S.Bonavia
- Luces del Paralelo (1954), llibret de J.Andrés de Prada i S.Bonavia i música de J.Mestres i Joan Dotras, estrenada al Teatre Victòria
- El Lunes a Marte, buscando estrellas (1958), llibret de F.Prada i música de J.Mestres i Manuel López Quiroga, estrenada al Teatre la Latina[3]
- Maty Mont… al aparato (1951), amb llibret de S.Bonavia
- La Marquesa de Peñaflor (1948)
- Más mujeres (1957), amb llibret de F.Prada i Ignasi F.Iquino. Estrenada al "Teatro La Latina" el 6.11.1957[3]
- Mi mujer no es mi mujer (1957), llibret de F.Prada, estrenada al Teatre Apol·lo (Barcelona)
- Mi viudito se quiere casar (1957), amb llibret de F.Prada, estrenada al Teatre Apol·lo
- Las mil y una piernas (1952), amb llibret de Tono, Joan Valls i Jumar, estrenada en el Teatro Fuencarral de Madrid
- Ninets. Titus i Mariana (1947), text de Claudi Fernàndez, música coescrita amb Josep Maria Torrents
- Oiga... que sean guapas (1952), amb llibret de S.Bonavia, estrenada al Teatre Poliorama
- Per favor, deixa'm la dona un ratet = Préstame tu mujer (1953), amb llibret de Salvador Bonavia, estrenada al Teatre Apol·lo
- Los platillos volantes (1950), amb llibret de S.Bonavia
- La Princesa Bebé (1946), música de J.Mestres i JM.Torrens sobre l'obra de Jacinto Benavente
- ¡Qué guapa estás!, fantasía lírica en dos partes, guió i lletres de J. de Ávila
- Que pequeña es Barcelona (1950), llibret de S. Bonavia, estrenada al Teatre Arnau
- Quina nit! (1952), revista amb llibret de S. Bonavia estrenada al Teatre Romea
- Rita Hilton, hotel de lujo, amb llibret de Damasco, estrenada al Teatre Talia (Barcelona)
- Timoteo, qué las das (1959), comèdia musical d'Ignasi F.Iquino i Francisco Prada, amb música coescrita amb Ramon Ferrés, estrenada al Teatre La Latina.[3]
- Tres suspiros a las seis (1953), revista amb llibret de S. Bonavia, estrenada al Teatre Apol·lo
- ¡Una esposa, por favor! (1954), amb llibret de S. Bonavia, estrenada en el Teatre Victòria
- Un marido provisional (1968), amb llibre de F.Prada i ?Giménez, estrenada al Teatro La Latina
- Las viudas del estraperlo (1949), amb llibret de S.Bonavia, estrenada al Teatre Arnau
- Yo fui Susana Morales (1958), amb llibret de S. Bonavia, estrenada al Calderón de Barcelona

### Música per a pel·lícules
- Los claveles (1960), de Miquel Lluch, música de Josep Serrano i J.Mestres[5]
- Buen viaje, Pablo (1959), d'Ignasi F. Iquino[5]
- Las cinco advertencias de Satanás (1938), d'Isidre Socias sobre guió d'Enrique Jardiel Poncela[5]
- Nosotros somos así (1936), de Valentín R. González (comprèn les peces Soy de Jauja, de Pasqual Godes i Jota y Marcha de J.Mestres)[6][5]
- Y tu, ¿qué haces? (1937), de Ricardo de Baños[7]